# Iris Grund
Iris Grund, auch Iris Dullin-Grund, geborene Dullin (* 16. März 1933 in Berlin) ist eine deutsche Architektin und Stadtplanerin. Ihr Wirken fokussierte sich auf Neubrandenburg, das von der DDR-Führung in einem ehrgeizigen städtebaulichen Programm zum großstädtischen Zentrum im Norden der Republik ausgebaut werden sollte; dies erfolgte ab 1970 unter Grunds fachlicher Verantwortung als Stadtarchitektin. Sie war eine der einflussreichsten Architektinnen der DDR.

## Leben und Wirken

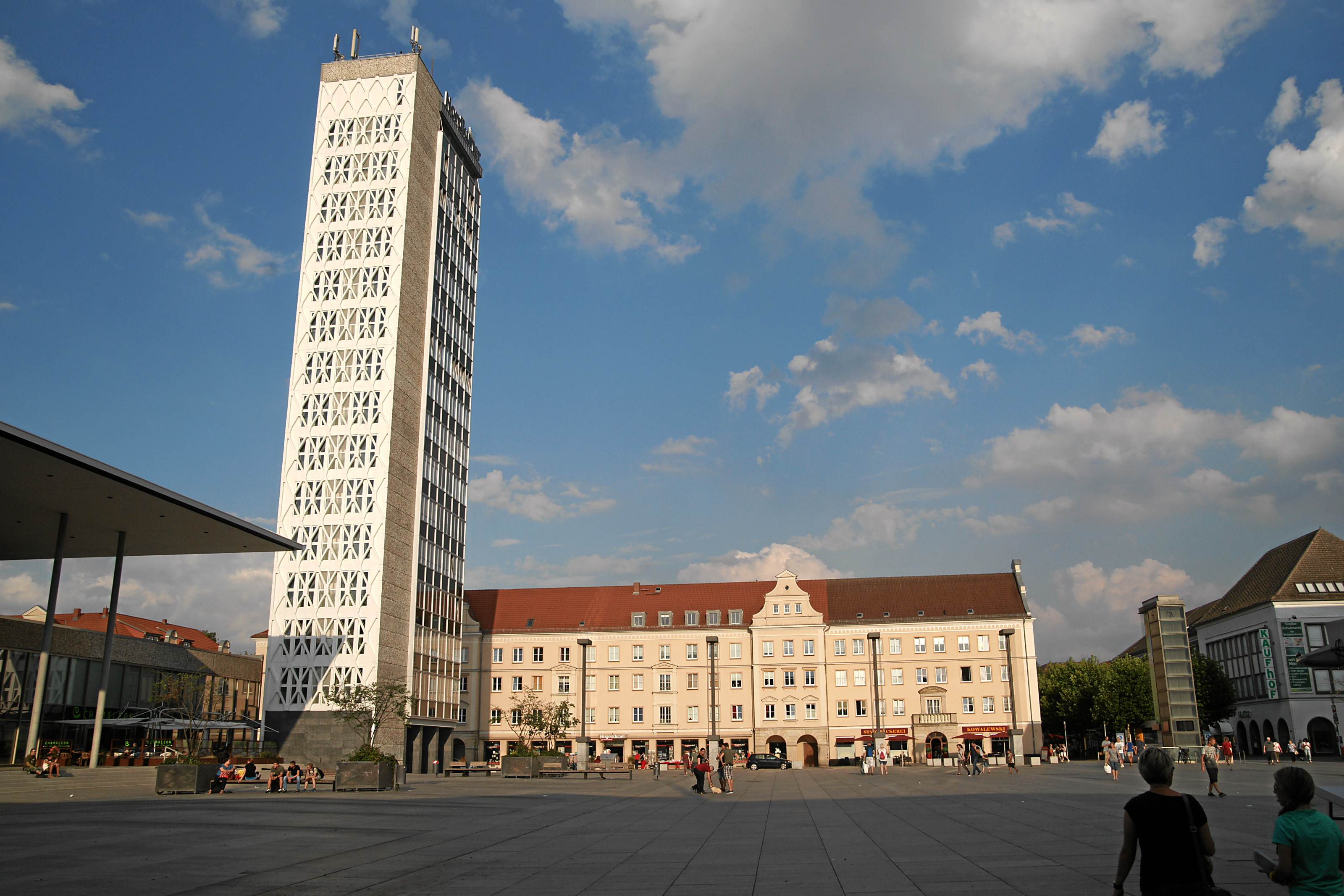
Haus der Kultur und Bildung im Jahr 2016

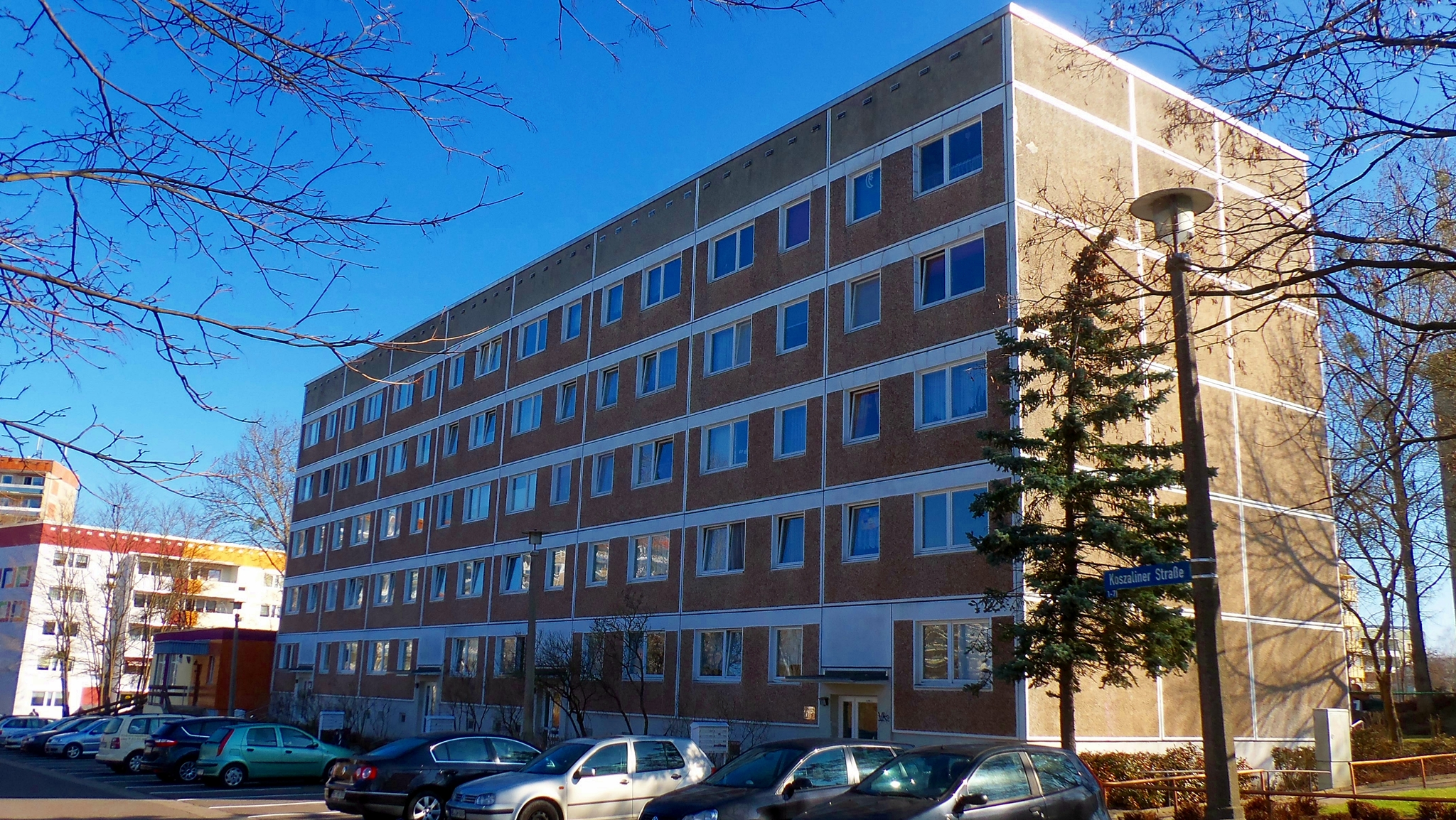
Erster WBS-70-Block, der 1973 in Neubrandenburg errichtet wurde, im Jahr 2012

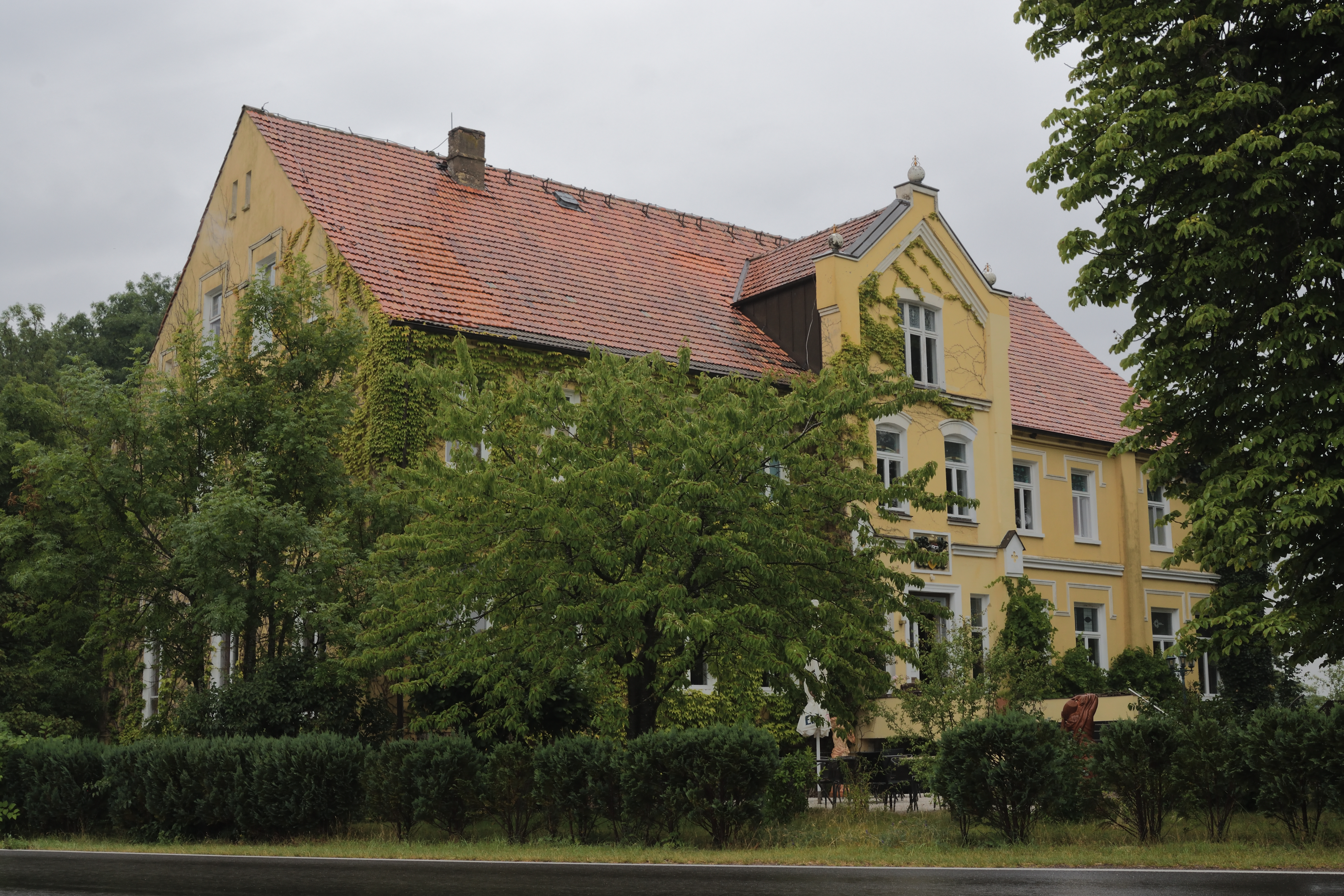
Das Hotel Domäne Neu Gaarz im Jahr 2019

Von 1952 bis 1957 studierte Grund Architektur an der Kunsthochschule Berlin-Weißensee unter anderem bei Selman Selmanagic. Nach dem Studium war sie zunächst zwei Jahre Mitarbeiterin im Büro von Hermann Henselmann, einem der renommiertesten Architekten der DDR und kurzzeitig 1959 bei Ernst May in Hamburg. Sie kehrte jedoch noch im selben Jahr aus politischer Überzeugung zurück in die DDR. 1959 gewann die 26-jährige Architektin die Ausschreibung für das 1965 eingeweihte Haus der Kultur und Bildung in Neubrandenburg, dessen Stadtarchitektin sie von 1970 bis 1990 war. Die Position eines Stadtarchitekten war die höchste, die ein Architekt in der DDR erreichen konnte. In der Bundesrepublik war zum gleichen Zeitpunkt keiner Frau vergleichbares gelungen. In der DDR stieg noch eine weitere Frau in diese Führungsposition auf. 1968 wurde sie in die Deutsche Bauakademie in Ostberlin berufen, an der sie 1969/70 zum Dr.-Ing. promovierte und deren Mitglied sie ebenfalls bis zur Auflösung der DDR im Jahr 1990 blieb. Als Stadtarchitektin hatte sie die Leitung des Pilotprojekts der Wohnungsbauserie 70, eine auf höhere Effizienz und Flexibilität ausgerichtete Erneuerung der Plattenbauweise speziell in der DDR, das 1973 in der Neubrandenburger Oststadt bezugsfertig wurde.
Dullin-Grund war wegen des Hauses der Kultur und Bildung (Kulturfinger) in Neubrandenburg und des innovativen Generalbebauungsplans für diese Stadt über die Grenzen der DDR hinaus anerkannt. Zahlreiche Zeitschriftenbeiträge erschienen über sie und sie erhielt hochrangige Architekturpreise. 1980 wurde sie Mitglied im wissenschaftlichen Rat der Deutschen Bauakademie. Nur eine weitere Frau war Mitglied dieses Gremiums.
Nach der Wende hatte sie ein eigenes Architekturbüro in Berlin. In dieser Zeit baute sie u. a. die Sport- und Festhalle in Lychen (1995) und eine Wohn- und Arbeitsstätte in Berlin-Alt-Stralau (1998) und verantwortete den Umbau einer ehemaligen LPG auf der Domäne Neu Gaarz in der Mecklenburgischen Seenplatte zu einem Hotel (1999). Von 1999 bis 2008 hatte sie ein zweites Architekturbüro an der Côte d’Azur.
Iris Grund lebt als freischaffende Architektin in Glienicke bei Berlin.
Iris Grund war eine von 22 Architektinnen, deren Berufsleben und Werk in der vom September 2017 bis März 2018 laufenden Ausstellung Frau Architekt des Deutschen Architekturmuseums in Frankfurt am Main vorgestellt wurde.
1969 zeichnete Lea Grundig die Neubrandenburger Stadtarchitektin.

## Auszeichnungen
- 1976 Schinkel-Medaille[6]
- 1977 Architekturpreis der DDR[6]
- 1981 Schinkel-Medaille[6]

## Publikationen (Auswahl)
- Neubrandenburg, Haus der Kultur und Bildung. Leipzig 1969
- Bauten zur kulturellen Freizeitbetätigung als Bestandteil des sozialistischen Wohnmilieus und ihre städtebaulich-räumliche Organisation. Berlin 1971
- Joachim Schulz (Hrsg.): Neubrandenburg – Stadt und Umgebung, Berlin 1991 („unter Mitwirkung“ von Iris Grund)
- Geschichte einer Architektin. Visionen und Wirklichkeit. Autobiographie. Mein Buch, Hamburg 2004. ISBN 3-86516-152-9.